# Фил Лорд и Кристофер Миллер
Филип Андерсон Лорд (англ. Philip Anderson Lord, род. 12 июля 1975) и Кристофер Роберт Миллер (англ. Christopher Robert Miller, род. 23 сентября 1975) — американский дуэт кинопроизводства. Познакомились в Дартмутском колледже. Они известны тем, что режиссировали и писали анимационные фильмы «Облачно, возможны осадки в виде фрикаделек» (2009) и «Лего. Фильм» (2014), а также режиссировали комедийный фильм «Мачо и ботан» (2012) и его продолжение, «Мачо и ботан 2» (2014). Лорд и Миллер также выиграли премию «Оскар» за лучший анимационный полнометражный фильм в качестве продюсеров «Человека-паука: Через вселенные» (2018), который был написан в соавторстве с Лордом, и совместно продюсировали телесериал «Последний человек на Земле» (2015—2018) для Fox и Юникитти! для Cartoon Network.

## Ранние годы
Согласно The New York Times, Фил Лорд из Майами; его мать — кубинский психолог, а отец ушёл из авиационного бизнеса, а до этого руководил танцевальной компанией Fusion в течение 10 лет. Миллер из Сиэтла, где его отец управляет лесопильным заводом.
Лорд и Миллер выросли, снимая короткие фильмы и имея склонность к анимации. В студенческом городке у обоих были отдельные колонки в школьной газете «Дартмут». Лорд был членом Amarna, состуденческого общества, в то время как Миллер был братом в Alpha Chi Alpha. Во время учёбы в колледже Кристофер познакомился со своей девушкой, а теперь и женой.
Во время их пребывания в Дартмуте школьная газета опубликовала профиль о Миллере, который привлек внимание тогдашнего председателя Disney Майкла Айснера. По словам Лорда, Айснер довел профиль до сведения своих коллег-руководителей Disney, которые затем предложили назначить встречу с Миллером. Миллер согласился на встречу при условии, что сможет привести Лорда. Спустя три месяца они переехали в Лос-Анджелес, и после одной встречи им была предложена двухлетняя сделка разработки для Disney Television Animation.

## Карьера
Хотя ничто из того, что они делали, не передавалось в эфир, они создали пилот к Школе клонов, который впоследствии был отменён Fox. После того, как они написали и продюсировали комедийный сериал, MTV сообщил дуэту, что они заинтересованы в покупке 13-эпизодного сезона Школы клонов. Несмотря на то, что шоу было встречено с одобрением, MTV отменил сериал после того, как в Индии произошли протесты голодовки из-за того, что в шоу Махатма Ганди изображался как болтливый тусовщик.
В 2003 году они были приглашены написать сценарий для своего первого полнометражного фильма «Облачно, возможны осадки в виде фрикаделек». После года работы над сценарием их уволили за сюжетные проблемы и заменили новыми авторами, которых через год также уволили. Лорд и Миллер были повторно наняты на работу в 2006 году. Дуэт полностью переделал сценарий, на этот раз с творческим вкладом их команды. У нового проекта был главный герой как неудавшийся изобретатель, который хотел проявить себя в своём городе. Оба были почти уволены снова после того, как Эми Паскаль, глава Sony Pictures в то время, раскритиковала фильм за отсутствие истории. Хотя фильм удался на комедийном фронте в анимационной стадии, Паскаль сослалась на отсутствие привязки в фильме как на провал в рассказывании истории. Не в силах создать новых персонажей и окружение, отвечающие новым требованиям истории, они повысили статус персонажа магазина снастей до отца главного героя, создав тем самым отношения, которые просила Паскаль. Опыт пары в этом фильме преподал им два ценных урока: сила творческого сотрудничества и важность эмоций в истории.
«Облачно, возможны осадки в виде фрикаделек» был выпущен в 2009 году и получил положительные отзывы. После того, как фильм был выпущен, оба попытались сделать что-то отличное от «фрикаделек» и предложили себя в качестве возможных режиссёров для сценария «Мачо и ботан», который написали Майкл Бэколл и Джона Хилл. Студия согласилась, и оба сняли свой первый фильм с рейтингом R, получивший широкую известность критиков, что привело к созданию сиквела под названием «Мачо и ботан 2».
Во время производства «Мачо и ботана» они предложили Дэну Лину идею фильма о Lego. Лину и Warner Bros. понравилась эта идея, поэтому Лорд и Миллер написали и в конечном итоге вместе сняли свой третий полнометражный фильм «Лего. Фильм». Дуэт был выбран Warner Bros. для написания сценария для предстоящего супергеройского фильма «Флэш». Дуэт также был выбран Sony Pictures Animation в 2015 году для создания анимационного фильма о Человеке-пауке с возможностью режиссуры. В 2018 году вышел «Человек-паук: Через вселенные», который был спродюсирован дуэтом, и соавтором сценария которого был Лорд.
Дуэт разработал анимационный сериал «Сын Зорна» для Fox, в котором Джейсон Судейкис озвучивает главную роль анимированного персонажа Зорна, а Джонни Пембертон и Шерил Хайнс исполняют игровые роли.
В январе 2017 года Лорд и Миллер стали режиссёрами «Хан Соло. Звёздные войны: Истории», отдельного фильма по вселенной «Звёздных войн», основанного на персонаже Хане Соло. 20 июня 2017 года было сообщено, что они были уволены с проекта Lucasfilm после более чем четырёх с половиной месяцев съёмок, завершив примерно три четверти основных съёмок. Lucasfilm объявил, что причиной были «творческие разногласия», и Entertainment Weekly сообщила, что Лорд и Миллер выходят за рамки сценария и пытаются превратить фильм в комедию. Они не желали идти на компромисс с Lucasfilm и сценаристом Лоуренсом Кэзданом о направлении фильма, предпочитая их видение. Два дня спустя, Рон Ховард был объявлен в качестве замены, для завершения фильма и повторной съёмки. Лорд и Миллер стали исполнительными продюсерами.
В ноябре 2017 года Лорд и Миллер прокомментировали свой уход из «Хан Соло. Звёздные войны: Истории». Лорд заявил: «Опыт съемок фильма был замечательным. У нас были самые невероятные актёры, команда и сотрудники. […] Мы действительно гордимся работой, которую проделали над фильмом, и желаем всем всего наилучшего». Миллер добавил: «Как сказал Фил, у нас были прекрасные отношения с актёрами и командой, мы действительно болели за них. После того, как мы взяли столь необходимый отпуск, мы вернулись и теперь пишем и продюсируем продолжение к „Лего. Фильму“, а также работаем над анимационным Человеком-пауком Майлзом Моралесом».
Лорд и Миллер теперь будут руководить двумя проектами после их ухода из «Хана Соло»: «Артемида», адаптация романа Энди Вейера с одноимённым названием от «20th Century Fox», и «Последний человек» для Sony и TriStar Pictures. Помимо этого, они заключили пятилетнее соглашение с Sony Pictures Television на разработку анимационного сериала для Marvel, включая возможную адаптацию мультфильма «Человек-паук: Через вселенные», а также сделку с Universal Pictures. Лорд выступил соавтором «Spider-Man Annual #1», впервые опробовав себя в жанре комиксов; он и Миллер также совместно написали комикс для Marvel, посвящённый 80-летию компании, это стало дебютом и Миллера. Лорд и Миллер также спродюсировали мультфильм «Митчеллы против машин» для Sony Pictures Animation. 1 ноября 2019 года было объявлено, что Лорд и Миллер вернутся в качестве продюсеров для мультфильма «Человек-паук: Паутина вселенных», сиквела «Через вселенные» выход которого запланирован на 2 июня 2023 года. 15 мая 2020 года Variety сообщает, что Лорд и Миллер причастны к съёмкам экранизации следующего романа Энди Вейера «Проект „Да здравствует Мария“» для MGM с Райаном Гослингом в главной роли и продюсером Эми Паскаль. В июне 2020 года было объявлено, что Лорд и Миллер будут разрабатывать сериал из восьми эпизодов под названием «Вечеринка» для Apple TV+. Это комедия о загадочном убийстве, произошедшем во время встречи выпускников. В каждом эпизоде рассказываются версии произошедшего с точки зрения разных персонажей. 2 июля 2020 года было объявлено, что MTV Studios разрабатывает перезагрузку «Школы клонов», и что к проекту будут привлечены создатели оригинального сериала — Лорд, Миллер и Билл Лоуренс.

## Фильмография

### Фильмы
| Год  | Название                                                | Режиссёр(ы) | Сценарист(ы) | Продюсер(ы)                   | Примечания |
| ---- | ------------------------------------------------------- | ----------- | ------------ | ----------------------------- | --- |
| 2008 | Экстремальное кино                                      | Нет         | Да           | Исполнительные (не указаны)   | Сосценаристы с Адамом Джеем Эпштейном, Уиллом Форте, Энди Якобсеном, Энди Сэмбергом, Акивой Шаффером, Джоном Соломоном, Йормом Такконе и Эрикой Ривинойя |
| 2009 | Облачно, возможны осадки в виде фрикаделек              | Да          | Да           | Исполнительные (не указаны)   | |
| 2012 | Мачо и ботан                                            | Да          | Нет          | Нет                           | |
| 2013 | Облачно, возможны осадки в виде фрикаделек 2: Месть ГМО | Нет         | Сюжет        | Исполнительные                | Соавторы сюжета с Эрикой Ривинойя |
| 2014 | Лего. Фильм                                             | Да          | Да           | Соисполнительные (не указаны) | Соавторы сюжета с Дэном и Кевином Хейгмен |
| 2014 | Мачо и ботан 2                                          | Да          | Нет          | Исполнительные                | |
| 2018 | Хан Соло. Звёздные войны: Истории                       | Не указаны  | Нет          | Исполнительные                | Заменены в качестве режиссёров Роном Ховардом |
| 2018 | Человек-паук: Через вселенные                           | Нет         | Да           | Да                            | Автор сюжета (только Лорд), сосценарист с Родни Ротманом (только Лорд)                                                                                   |
| 2019 | Лего. Фильм 2                                           | Нет         | Да           | Да                            | Соавторы сюжета с Мэтью Фогелем |
| 2023 | Человек-паук: Паутина вселенных                         | Нет         | Да           | Да                            | |
| 2027 | Человек-паук: За пределами вселенных                    | Нет         | Да           | Да                            | |
| TBA  | Предвестие: История пандемии                            | Да          | Нет          | Да                            | |
| TBA  | Проект «Аве Мария»                                      | Да          | Нет          | Да                            | |

| Год  | Название              | Примечания     |
| ---- | --------------------- | -------------- |
| 2016 | Аисты                 | Исполнительные |
| 2017 | Медведь Бригсби       |                |
| 2017 | Лего Фильм: Бэтмен    |                |
| 2017 | Лего Фильм: Ниндзяго  |                |
| 2018 | Смолфут               | Исполнительные |
| 2021 | Митчеллы против машин |                |
| 2021 | Америка: Фильм        |                |
| 2023 | Кокаиновый медведь    |                |
| 2023 | Отвязные дворняги     | [ 24 ]         |

| Год  | Название         | Примечания           |
| ---- | ---------------- | -------------------- |
| 2006 | Сезон охоты      | Особая благодарность |
| 2007 | Лови волну!      | Особая благодарность |
| 2014 | Энни             | Фильм MoonQuake Lake |
| 2016 | Полный расколбас | Особая благодарность |

### Телевидение
| Год       | Название                   | Режиссёр(ы)      | Сценарист(ы) | Продюсер(ы)     | Примечания                                                                                                   |
| --------- | -------------------------- | ---------------- | ------------ | --------------- | --- |
| 1999—2000 | Зои, Дункан, Джек и Джейн  | Нет              | Да           | Нет             | 1 эпизод |
| 2001      | Go Fish                    | Нет              | Да           | Нет             | 1 эпизод |
| 2002—2003 | Школа клонов               | Да               | Да           | Исполнительные  | 13 эпизодов; также соавторы идеи и курирующие режиссёры                                                      |
| 2003      | Луис                       | Да               | Да           | Контролирующие  | 5 эпизодов                                                                                                   |
| 2004      | Шоу МетодМена и РедМена    | Нет              | Да           | Консультирующие | 9 эпизодов                                                                                                   |
| 2004      | Нахваливание               | Нет              | Нет          | Консультирующие | 6 эпизодов                                                                                                   |
| 2005—2006 | Как я встретил вашу маму   | Нет              | Да           | Исполнительные  | 17 эпизодов                                                                                                  |
| 2013      | Бруклин 9-9                | Да               | Нет          | Исполнительные  | 1 эпизод |
| 2015—2018 | Последний человек на Земле | Да               | Нет          | Исполнительные  | 67 эпизодов                                                                                                  |
| 2022      | Вечеринка                  | Кристофер Миллер | Да           | Исполнительные  | Миллер: шоураннер и режиссёр всех восьми эпизодов, сценарист четырёх эпизодов Лорд: сценарист одного эпизода |

#### Только исполнительные продюсеры
- Сын Зорна (2016—2017)
- Войти в историю (2017)
- Облачно, возможны осадки в виде фрикаделек (2017—2018)
- Юникитти! (2017-2020)
- Благословите Хартов (2019-2021)
- Данк или сквозняк? (2020)